# ۲۸ زرافه
۲۸ زرافه یک ستاره است که در صورت فلکی زرافه قرار دارد.